# Хэчжу (аэропорт)
Хэджу (Хэчжу, Хэджу, Кайсю) — военный аэродром на юго-западе страны на побережье Жёлтого моря в провинции Хванхэ-Намдо, недалеко от центра провинции - одноименного города Хэджу.

## История
Аэродром относится к классу аэродромов совместного использования армии КНДР и гражданского флота. 
В период с июня 1946 года по ноябрь 1948 года использовался для базирования частей 250-й истребительной авиационной дивизии. Во время войны в Корее армией США обозначался как К-19.